# Sankar Chatterjee
Sankar Chatterjee (Calcutta, 28 mei 1943) is een Indiaas paleontoloog, en is de Paul W. Horn hoogleraar Geowetenschappen aan de Texas Tech University en conservator paleontologie aan het Museum of Texas Tech University. Hij promoveerde in 1970 aan de Universiteit van Calcutta en was van 1977 tot 1978 een postdoctoraal onderzoeker aan het Smithsonian Institution.

## Biografie
Chatterjee heeft zich gericht op de oorsprong, evolutie, functionele anatomie en systematiek van gewervelde dieren uit het Mesozoïcum, waaronder basale archosauriërs, dinosauriërs, pterosauriërs en vogels. Hij heeft onderzoek gedaan naar reptielen uit het Laat-Trias van India, zoals phytosauriërs, rhynchosauriërs en Prolacertiformes. Hij is vooral bekend om zijn werk aan gewervelde dieren die in de jaren 1980 zijn teruggevonden in de Post Quarry in de Cooper Canyon-formatie (Dockum Group) uit het Laat-Trias van West-Texas. Het materiaal omvat de grote rauisuchide Postosuchus, die werd genoemd naar de nabijgelegen stad Post. Het omvatte ook controversiële exemplaren die Chatterjee als Protoavis had geïdentificeerd. De identificatie van deze exemplaren als vogels zou de oorsprong van vogels met minstens 75 miljoen jaar terugdringen. De meeste onderzoekers verwerpen deze interpretatie.
In 2008 ontwierpen Chatterjee en Rick Lind een 30-inch onbemand luchtvaartuig met een groot, dun roer geïnspireerd op de kam van Tupandactylus, een Pterodrone genoemd. Het grote, dunne roerachtige zeil op zijn kop fungeerde als een zintuig dat op dezelfde manier werkte als een vluchtcomputer in een modern vliegtuig en ook hielp bij de behendigheid van het dier. Chatterjee bestudeerde het probleem hoe grote pterosauriërs konden vliegen. Hij nam aan dat ze, op hun achterpoten lopend van een helling af rennend, daartoe voldoende snelheid wonnen.
Chatterjee stelde dat Dromaeosauridae met hun sikkelklauwen boomstammen konden beklimmen en zo een voorfase vormden in de ontwikkeling van de vogelvlucht.

## Benoemde geslachten
| Naam               | Jaar   | Status                 | Co-auteur(s)                                    | Opmerkingen                                                              | Plaatjes |
| ------------------ | ------ | ---------------------- | ----------------------------------------------- | ------------------------------------------------------------------------ | -------- |
| - Alwalkeria       | - 1994 | Geldig taxon           | - Creisler                                      |                                                                          |          |
| - Barapasaurus     | - 1975 | Geldig taxon           | - Jain - Kutty - Roy-Chowdhury                  |                                                                          |          |
| - Jaklapallisaurus | - 2011 | Geldig taxon           | - Fernando E. Novas - Martin D. Ezcurra - Kutty |                                                                          |          |
| - Lamplughsaura    | - 2007 | Geldig taxon           | - Kutty - Peter Galton - Upchurch               |                                                                          |          |
| - Nambalia         | - 2011 | Geldig taxon           | - Fernando E. Novas - Martin D. Ezcurra - Kutty |                                                                          |          |
| - Postosuchus      | - 1985 | Geldig taxon           | N/A                                             |                                                                          |          |
| - Pradhania        | - 2007 | Geldig taxon           | - Kutty - Peter Galton - Upchurch               |                                                                          |          |
| - Protoavis        | - 1991 | nomen dubium, chimaera | N/A                                             |                                                                          |          |
| - Shuvosaurus      | - 1993 | Geldig taxon           | N/A                                             |                                                                          |          |
| - Technosaurus     | - 1995 | Geldig taxon           | N/A                                             |                                                                          |          |
| - Tikisuchus       | - 1987 | Geldig taxon           | - Pranab K. Majumdar                            |                                                                          |          |
| - Walkeria         | - 1987 | Afwezig                | N/A                                             | Naam bezet door een lid van de Bryozoa. Hernoemd tot Alwalkeria in 1994. |          |